# Julia Quinn
Pour les articles homonymes, voir Quinn.
Œuvres principales
La Chronique des Bridgerton
Compléments
www.juliaquinn.com
Julia Quinn, née en 1970, est une romancière américaine, spécialisée dans les romances historiques. Ses romans sont traduits dans une trentaine de langues et figurent régulièrement sur la liste des best-sellers du New York Times depuis 2001. Son œuvre la plus populaire est sa série romanesque La Chronique des Bridgerton (en) qui met en scène une famille au temps de la Régence et qui est adaptée sous forme de série télévisée diffusée par Netflix à partir de décembre 2020.

## Biographie
Julie Pottinger (née Cotler en 1970) vit principalement en Nouvelle-Angleterre, bien qu'elle ait passé une grande partie de sa jeunesse en Californie après le divorce de ses parents. Diplômée de l'université d'Harvard, elle opte pour le pseudonyme de « Julia Quinn » pour que ses romans se retrouvent rangés sur les étals près de ceux d'Amanda Quick (une autrice à succès de romances),.
La spécialité de Julia Quinn est l'écriture de romances historiques et principalement celles se déroulant durant la Régence anglaise, s'inspirant ainsi de Jane Austen. Au moment d'écrire Splendide en 1995, ses auteurs préférés étaient Judith McNaught, Julie Garwood, Johanna Lindsey et Lisa Kleypas.
Son style diffère de celui des romancières des années 70 et 80 qui selon elle, présentaient des héroïnes « paillassons » obéissant aux ordres de mâles dominants,. « Je ne peux pas imaginer une romance publiée aujourd'hui dans laquelle le héros viole l'héroïne et où celle-ci tombe amoureuse de lui. » explique-t'elle à Time en 2003,. Même si elle ne s'écarte pas des codes de la romance, Julia Quinn se considère féministe : « je ne peux pas imaginer quelque-chose dans mes romans qu'une féministe trouverait répréhensible »,.
Son œuvre est traduite dans une trentaine de langues et est régulièrement classée sur la liste des best sellers du New York Times. Rien qu'aux États-Unis, les ventes se montent à plus de 10 millions d'exemplaires.

## Œuvre

### Série La chronique des Bridgerton
S'étalant de 1813 à 1827, cette série conte l'histoire de huit membres de la famille Bridgerton au sein de la haute société anglaise durant la Régence. Chaque tome a pour héros un membre de la fratrie, le premier étant consacré à Daphné, quatrième enfant et fille aînée de la famille.
Les personnages principaux sont les suivants :
La famille Bridgerton
- Violet Bridgerton (née Ledger) est la vicomtesse douairière. Veuve d'Edmund Bridgerton (dont la mort remonte à une dizaine d'années avant le début du premier roman), elle est la mère des huit enfants. Sa principale préoccupation est de les marier mais en espérant qu'ils soient comme elle, heureux en ménage[12].
- Anthony Bridgerton est le fils aîné. À 18 ans, il a hérité du titre de vicomte à la suite de la mort de son père, un drame qui l'a profondément marqué. Conscient des devoirs qu'il a envers sa famille, il veille sur la réputation de ses sœurs et écarte les prétendants qu'il juge indignes d'elles. Il est régulièrement décrit dans la série comme étant un débauché et notamment par la mystérieuse Lady Whistledown[12],[13].
- Benedict Bridgerton est le deuxième enfant et un artiste. Se sentant inutile au sein de la famille, il obtient néanmoins la consécration lorsque l'une de ses peintures est exposée à la National Gallery[12]. Son activité artistique n'est évoquée qu'à partir du tome qui lui est consacré[14].
- Colin Bridgerton est le troisième enfant et un grand voyageur[12]. Au retour de l'étranger, il retrouve son amie Penelope Featherington et réalise qu'elle ne lui est pas indifférente[13].
- Daphné Bridgerton est la fille aînée et l'héroïne du premier tome[12]. Après deux saisons, Daphné désespère de trouver le mari de ses rêves, la plupart des hommes qui l'attirent la considérant comme une sœur. Elle décide de conclure un accord avec Simon Basset, un ami de ses frères. Il fera semblant de la courtiser pour qu'il puisse décourager les mères hystériques et qu'en retour elle attire des prétendants[15].
- Eloise Bridgerton est le cinquième enfant et l'intellectuelle de la famille[12]. Dans le tome dont elle est l'héroïne, elle a 28 ans et est une célibataire convaincue. Au grand désespoir de sa mère, elle a décliné tous les prétendants qui se sont présentés[13].
- Francesca Bridgerton est la plus sophistiquée des filles Bridgerton. Souvent absente, elle est peu impliquée dans les évènements dramatiques que rencontrent les membres de sa famille[14].
- Gregory Bridgerton est le plus jeune fils. A l'âge adulte, c'est un romantique qui recherche le grand amour[13].
- Hyacinth Bridgerton est la benjamine de la famille mais aussi la plus franche. Elle tombe amoureuse de son futur mari, Gareth St.Clair, en l'aidant à traduire un mystérieux journal[13].

La famille Featherington
- Lady Portia Featherington
- Penelope Featherington est la meilleure amie d'Eloise. Secrètement amoureuse de Colin durant de nombreuses années, elle est considérée comme une vieille fille par la société[13].
- Philippa, Prudence et Felicity Featherington sont les autres filles de la famille.

Autres personnages
- Lady Whistledown tient une chronique spirituelle de la société. Son identité reste inconnue jusqu'au 4e tome[15].
- Simon Basset, duc de Hastings, est un ami d'Anthony et Benedict Bridgerton. Orphelin de mère, rejeté dans son enfance par son père du fait de son bégaiement, il refuse obstinément de se marier et d'avoir un héritier. Il monte un stratagème avec Daphné pour repousser les mères qui tiennent à ce que leurs filles deviennent la future duchesse de Hastings[15].
- Kate Sheffield, comme Anthony Bridgerton, est très protectrice envers sa sœur cadette. C'est l'un des personnages préférés des fans de la série[14].
- Sophie Beckett est la fille illégitime du comte de Penwood. Rabaissée au statut de domestique, elle doit servir et supporter sa belle-mère, Araminta Gunningworth, comtesse de Penwood. Très belle, elle va attirer l'attention de Benedict au bal masqué des Bridgerton[14],[16].
- Philip Crane est un veuf avec deux enfants. Sa femme, Marina Thompson était fiancée à son frère aîné avant la mort de celui-ci à la guerre. Dépressive et suicidaire, elle meurt à la suite d'une dernière tentative. Il entame une relation épistolaire avec Eloise après que celle-ci lui adresse ses condoléances, Marina Thompson étant une cousine éloignée de la famille Bridgerton dans les romans[13].
- Les cousins écossais John, comte de Kilmartin, et Michael Sterling gravitent autour de Francesca et n'apparaissent pas avant le 6ème tome[14].
- Gareth St Clair, fils du Baron Saint-Clair, il entretient une relation amour-haine avec Hyacinth[13].
- Lady Lucinda Abernathy, se retrouve dans un triangle amoureux avec sa meilleure amie et Gregory Bridgerton[13].
- Lady Danbury

La série comprend neuf tomes :
1. Daphné et le duc, J'ai lu, coll. « Aventures et Passions », 2008 ((en) The duke and I, 2000)
2. Anthony, J'ai lu, coll. « Aventures et Passions », 2010 ((en) The viscount who loved me, 2000)
3. Benedict, J'ai lu, coll. « Aventures et Passions », 2010 ((en) An offer from a gentleman, 2001)
4. Colin, J'ai lu, coll. « Aventures et Passions », 2010 ((en) Romancing Mister Bridgerton, 2002)
5. Eloïse, J'ai lu, coll. « Aventures et Passions », 2016 ((en) To Sir Philip, with love, 2003)
6. Francesca, J'ai lu, coll. « Aventures et Passions », 2016 ((en) When he was wicked, 2004)
7. Hyacinthe, J'ai lu, coll. « Aventures et Passions », 2016 ((en) It’s in his kiss, 2005)
8. Gregory (en), J'ai lu, coll. « Aventures et Passions », 2016 ((en) On the way to the wedding, 2006)
9. Des années plus tard, J'ai lu, coll. « Aventures et Passions », 2016 ((en) The Bridgertons: Happily ever after, 2013)

Hors série (nouvelles) :
1. (en) The further observations of Lady Whistledown : 36 Valentines, 2003Inédit à ce jour en France.
2. (en) Lady Whistledown strikes back : The first kiss, 2004Inédit à ce jour en France.

Depuis sa première parution en 2008, la série s'est vendue à 200 000 exemplaires, dont 20 000 en version numérique en une dizaine de jours au début de la diffusion de l'adaptation sur Netflix.

### Série Le Quartet des Smythe-Smith
Les héroïnes de cette série apparaissent pour la première fois dans celle de la Chronique des Bridgerton. Musiciennes malgré elles et poussées par leur famille, elles se ridiculisent chaque année en participant à un grand évènement musical,.
1. Un goût de paradis, J'ai lu, coll. « Aventures et Passions », 2017 ((en) Just like heaven, 2011)
2. Sortilège d'une nuit d'été, J'ai lu, coll. « Aventures et Passions », 2017 ((en) A night like this, 2012)
3. Pluie de baisers, J'ai lu, coll. « Aventures et Passions », 2017 ((en) The sum of all kisses, 2013)
4. Les secrets de Sir Richard Kenworthy (en), J'ai lu, coll. « Aventures et Passions », 2017 ((en) The secrets of Sir Richard Kenworthy, 2015)

### Série Les Rokesby
Cette série se déroule à la fin du XVIIIème siècle et se concentre sur la famille Rokesby, des voisins et amis de la famille Bridgerton (ancêtres des Bridgerton que nous suivons dans La chronique des Bridgerton) ,.
1. A cause de Mlle Bridgerton, J'ai lu, coll. « Aventures et Passions », 2017 ((en) Because of Miss Bridgerton, 2016)
2. Un petit mensonge, J'ai lu, coll. « Aventures et Passions », 2018 ((en) The girl with the make-believe husband, 2017)
3. L'autre Mlle Bridgerton, J'ai lu, coll. « Aventures et Passions », 2019 ((en) The other Miss Bridgerton, 2018)
4. Tout commença par un esclandre, J'ai lu, coll. « Aventures et Passions », 2020 ((en) First comes scandal, 2020)

### Série Blydon
Premier livre de Julia Quinn Splendide inaugure une série consacrée à l'Américaine Emma Dunster, qui rend visite à ses cousins britanniques et tombe amoureuse du duc d'Ashbourne. Dancing at Midnight est consacré à la cousine d'Emma, Belle, et L'insolente de Stannage Park, au meilleur ami du duc, qui ont tous deux joué un grand rôle dans Splendide .
1. Splendide, J'ai lu, coll. « Aventures et Passions », 2011 ((en) Splendid, 1995)
2. Une danse sous les étoiles, J'ai lu, coll. « Aventures et Passions », 2023 ((en) Dancing at midnight, 1995)
3. L'insolente de Stannage Park, J'ai lu, coll. « Aventures et Passions », 2011 ((en) Minx, 1996)
4. (en) Where's my hero : A tale of two sisters, 2002Inédit à ce jour en France.

### Série Lady Most
1. Trois mariages et cinq prétendants, J'ai lu, coll. « Aventures et Passions », 2011 ((en) The lady most likely..., 2011)
2. Quatre filles et un château, J'ai lu, coll. « Aventures et Passions », 2011 ((en) The lady most willing..., 2012)

### Série Les Lyndon
Situé durant la Régence anglaise, la série suit Victoria et Eleanor Lyndon, filles d'un modeste vicaire, dans leur quêtes du grand amour. Si l'impétueuse Victoria n'hésite pas a s'enfuir avec le fils du comte, Eleonore plus raisonnable pense à accepter un mariage de raison.
1. Je t'offrirai la lune, J'ai lu, coll. « Aventures et Passions », 2022 ((en) Everything and the moon, 1997)
2. Je t'offrirai le soleil, J'ai lu, coll. « Aventures et Passions », 2022 ((en) Brighter than the sun, 1997)

### Série Les agents de la Couronne
Les livres des Les agents de la Couronne ((en) Agents for the Crown) se déroule en Angleterre entre 1814 et 1815 sont deux romans épistolaires centrés sur deux anciens espions et deux héroïnes, Elizabeth Hotchkiss et Caroline Trent .
1. Une héritière en cavale, J'ai lu, coll. « Aventures et Passions », 2023 ((en) Catch an heiress, 1998)
2. Comment séduire un marquis ?, J'ai lu, coll. « Aventures et Passions », 2011 ((en) How to marry a marquis, 1999)

### Série Bevelstoke
1. Les carnets secrets de Miranda, J'ai lu, coll. « Aventures et Passions », 2012 ((en) The secret diaries of Miss Miranda Cheever, 2007)
2. Mademoiselle la curieuse, J'ai lu, coll. « Aventures et Passions », 2012 ((en) What happens in London, 2009)
3. Ce que j'aime chez vous, J'ai lu, coll. « Aventures et Passions », 2012 ((en) Ten things I love about you, 2010)

### Série Les deux ducs de Wyndham
Ces deux livres suivent la même histoire du point de vue de Jack Audley un jeune brigand et de Thomas Cavendish, Duc de Wyndham. Julia Quinn sur son site décrit son inspiration pour le roman : For years I’ve wanted to write a two-book set based on the premise: “Two men say they’re the Duke of Something. One of them must be wrong. (« Pendant des années, j'ai voulu écrire un ensemble de deux livres basé sur le prémisse suivant : «Deux hommes disent qu'ils sont le duc de quelque chose. L'un d'eux doit avoir tort. »).
1. Le brigand, J'ai lu, coll. « Aventures et Passions », 2017 ((en) The lost Duke of Wyndham, 2008)
2. M. Cavendish, J'ai lu, coll. « Aventures et Passions », 2017 ((en) Mr. Cavendish, I presume, 2017)

### Divers
- Mariages à l'Écossaise, J'ai lu, coll. « Aventures et Passions », 2021 ((en) Scottish brides : Gretna Greene, 1999)

## Prix

### Récompenses
- 2007 : RITA Award de la meilleure romance historique pour Gregory
- 2008 : RITA Award de la meilleure romance historique (catégorie Régence) pour Les carnets secrets de Miranda
- 2010 : RITA Award de la meilleure romance historique (catégorie Régence) pour Mademoiselle la curieuse[25].
- 2010 : elle est promue au Romance Writers of America Hall of Fame[26].

### Nominations
- 1997 : Meilleure romance historique dans la catégorie Régence du magazine Romantic Times pour Everything and the Moon[27]